# Герб Глуска
Герб Глуска — официальный геральдический символ городского посёлка Глуска, Могилёвская область, Беларусь. Герб и флаг утверждены Указом Президента Республики Беларусь  от 18 декабря 1996 года. Герб зарегистрирован в Гербовом матрикуле Республики Беларусь 5 января 1997 года (№8).

## Описание
В золотом поле испанского щита на зелёным подножии красный каменный замок с круглой башней.
Герб посёлка утверждён решением Глусского районного исполнительного комитета от 18 декабря 1996 года № 24/05. Авторы герба В. В. Щетько и В. А. Шуляковский, художник М. М. Елинская.